# Operation der Vereinten Nationen zur Wiederherstellung des Vertrauens
Die Operation der Vereinten Nationen zur Wiederherstellung des Vertrauens in Kroatien in Kroatien (englisch United Nations Confidence Restoration Operation, UNCRO) basierte auf der UN-Resolution 990 vom 8. April 1995 und fand vom März 1995 bis Januar 1996 statt.
Ziel des UN-Mandats war die Überwachung des Waffenstillstands und die Entmilitarisierung der Halbinsel Prevlaka. Das Hauptquartier der Mission befand sich in Zagreb.